# Allspring Global Investments
Allspring Global Investments (Allspring) ist eine US-amerikanische Investmentgesellschaft mit Sitz in Charlotte, Vereinigte Staaten.
Sie verfügt über 20 Niederlassungen weltweit, 390 Investmentspezialisten und verwaltet ein Vermögen von 600 Mrd. US-Dollar (Stand Juli 2025). Allspring war zuvor die Vermögensverwaltungsgesellschaft von Wells Fargo, bis sie im November 2021 als unabhängiges Unternehmen ihre Geschäftstätigkeit aufnahm.

## Geschichte
Allspring Global Investments war ursprünglich die Vermögensverwaltungseinheit von Wells Fargo, bekannt als Wells Fargo Asset Management (WFAM), die 1995 gegründet wurde.
Im Oktober 2020 prüfte Wells Fargo den Verkauf von WFAM im Rahmen seiner Bemühungen, sich nach dem Cross-Selling-Skandal bei Wells Fargo stärker auf seine Kernkompetenzen zu konzentrieren und seine finanzielle Leistung zu verbessern. Zu diesem Zeitpunkt verwaltete WFAM zum 30. September 2020 ein Vermögen von 607 Milliarden US-Dollar und erwirtschaftete einen Jahresumsatz von einer Milliarde US-Dollar. Die zu WFAM gehörenden Unternehmen wie Analytic Investors, Galliard Capital Management und Golden Capital Management waren Teil des Verkaufs.
Am 23. Februar 2021 gab Wells Fargo bekannt, dass es dem Verkauf von WFAM an die Private-Equity-Firmen GTCR und Reverence Capital Partners für 2,1 Milliarden US-Dollar zugestimmt hat. Wells Fargo würde einen Anteil von 9,9 % an der Einheit behalten und weiterhin als Kunde und Vertriebspartner fungieren. Über 20 % der Einheit würden im Besitz der Mitarbeiter sein. Nico Marais, der CEO von WFAM, würde seine Rolle an der Spitze der Einheit fortsetzen und Joseph Sullivan, der ehemalige CEO von Legg Mason, würde als Aufsichtsratsvorsitzender einsteigen. Man ging davon aus, dass WFAM allein effektiver operieren und wachsen könnte denn als Teil einer stärker regulierten Bank.
Am 1. November 2021 wurde die Transaktion abgeschlossen. WFAM wurde offiziell in Allspring Global Investments umbenannt und nahm den Betrieb als unabhängiges Unternehmen auf.
Im Oktober 2022 verlegte Allspring seinen Hauptsitz von San Francisco nach Charlotte. Charlotte wurde nach eigenen Angaben aufgrund seines wirtschaftsfreundlichen Umfelds ausgewählt und galt zudem als wichtiges Finanzzentrum an der Ostküste.